# (24842) 1995 UQ46
(24842) 1995 UQ46 est un astéroïde de la ceinture principale découvert en 1995.

## Description
(24842) 1995 UQ46 a été découvert le 20 octobre 1995 au Centre de recherches en géodynamique et astrométrie (CERGA), à Caussols en France, par Eric Walter Elst.

### Caractéristiques orbitales
L'orbite de cet astéroïde est caractérisée par un demi-grand axe de 2,31 UA, un périhélie de 1,72 UA, une excentricité de 0,26 et une inclinaison de 4,32° par rapport à l'écliptique. Du fait de ces caractéristiques, à savoir un demi-grand axe compris entre 2 et 3,2 UA et un périhélie supérieur à 1,666 UA, il est classé, selon la JPL Small-Body Database, comme objet de la ceinture principale.

### Caractéristiques physiques
(24842) 1995 UQ46 a une magnitude absolue (H) de 15,2 et un albédo estimé à 0,034.